# Челюскинец (Краснодарский край)
Челю́скинец — хутор в Брюховецком районе Краснодарского края.
Входит в состав Новоджерелиевского сельского поселения.

## Население
| 2002 | 2010 |
| ---- | ---- |
| 1004 | ↘924 |

## Улицы
| - ул. Гоголя, - ул. Дружбы, - ул. Железнодорожная, | - пер. Железнодорожный, - ул. Красная, - ул. Ленина, | - ул. Матросова, - ул. Мира, - ул. Орджоникидзе. |